# Leptargyrtes boneti
Leptargyrtes boneti är en insektsart som beskrevs av Theodore Huntington Hubbell 1972. Leptargyrtes boneti ingår i släktet Leptargyrtes och familjen grottvårtbitare. Inga underarter finns listade i Catalogue of Life.